# Ricodesmus stejnegeri
Ricodesmus stejnegeri är en mångfotingart som beskrevs av Chamberlin 1922. Ricodesmus stejnegeri ingår i släktet Ricodesmus och familjen Chelodesmidae. Inga underarter finns listade i Catalogue of Life.